# Duinmuntvlinder
De duinmuntvlinder (Pyrausta ostrinalis) is een vlinder uit de familie van de grasmotten (Crambidae). De wetenschappelijke naam van deze soort is voor het eerst voorgesteld als Pyralis ostrinalis door Jacob Hübner in een publicatie uit 1796.

## Verspreiding
De soort komt voor in vrijwel geheel Europa voor met uitzondering van IJsland, Noorwegen en Portugal. Verder komt de soort voor in Marokko, Algerije, Tunesië, Turkije en Georgië. 
In Nederland is de duinmuntvlinder een zeer zeldzame soort die vrijwel uitsluitend in de duinen van Noord- en Zuid-Holland voorkomt.

## Waardplanten
De rups leeft op diverse soorten van de lipbloemenfamilie (Lamiaceae) waaronder Thymus praecox, Thymus alpestris, Thymus serpyllum, Clinopodium acinos en Clinopodium vulgare.